# Francisco Alves
Pour les articles homonymes, voir Francisco Alves (chanteur) et Alves.
Francisco Alves est une municipalité brésilienne située dans l'État du Paraná.